# Neuhausen/Spree
Neuhausen/Spree är en kommun i östra Tyskland, belägen i Landkreis Spree-Neisse i förbundslandet Brandenburg, sydost om staden Cottbus. De tidigare kommunerna Bagenz, Drieschnitz-Kahsel, Frauendorf, Gablenz, Groß Döbbern, Groß Oßnig, Haasow, Kathlow, Klein Döbbern, Komptendorf, Koppatz, Laubsdorf, Neuhausen, Roggosen och Sergen uppgick 19 september 2004 i den nya kommunen Neuhausen/Spree.